# Мартін Одерски
Мартін Одерски (англ. Martin Odersky, нар. 5 вересня 1958) — вчений, професор методів програмування у EPFL в Швейцарії. Спеціалізується на статичному аналізі коду і мовах програмування. Розробив  мову програмування Scala, узагальнення в Java та побудував нинішнє покоління javac, Java компілятор. У 2007 році  став членом Association for Computing Machinery.
У 1989 році  отримав ступінь PhD в ETH Zurich під керівництвом Ніклауса Вірта, відомого творця декількох мов програмування (в тому числі Pascal). Протягом постдокторантури  працював в IBM та Єльському університеті.
У 2011 році  став засновником компанії Typesafe Inc., що підтримує та поширює мову програмування Scala.
Є автором безкоштовного курсу на Coursera, що має назву функціональні принципи програмування в Scala.